# Giulietta e Romeo (Vaccaj)
Giulietta e Romeo è un'opera in due atti di Nicola Vaccaj; il libretto fu scritto da Felice Romani, basandosi su di una tragedia di Luigi Scevola tratta dall'omonimo lavoro di Shakespeare. Fu messo in scena, per la prima volta al Teatro alla Canobbiana di Milano il 31 ottobre del 1825 con Giovanni Battista Verger. Fu l'ultimo successo teatrale di Vaccaj, dopo Giulietta e Romeo scrisse soltanto altre nove opere.
Ebbe molto successo anche oltreconfine, fu per la prima volta rappresentata a Barcellona il 26 maggio 1827, in seguito anche a Parigi l'11 settembre 1827, a Lisbona nell'autunno del 1828, al Teatro Regio di Parma il 26 dicembre 1829 con Eugenia Tadolini e Clorinda Corradi, a Londra il 10 aprile 1832 e a Città del Messico nel luglio del 1841. A Graz fu rappresentata, per la prima volta tradotta in tedesco da I. C. Kollmann, il 12 ottobre 1833 e con la stessa traduzione anche a Budapest il 31 luglio 1845.
Lo stesso Felice Romani rielaborò lo stesso libretto per l'opera di Vincenzo Bellini, I Capuleti e i Montecchi, rappresentata per la prima volta a Venezia nel 1830. La freschezza e il talento musicale dell'opera di Bellini, allora uno dei talenti musicali italiani in ascesa, oscurò l'opera di Vaccaj che ormai rappresentava il passato e pativa i legami con il melodramma di stampo settecentesco.
Una delle curiosità di questa opera è il personaggio di Romeo interpretato da un contralto, quindi da una voce femminile, questa tipologia di caratteri si chiama en travesti, si trova, oltre che nelle opere interpretate dai famosi sopranisti (ovvero castrati) del '700, anche in celebri personaggi come ad esempio quello del paggio Cherubino, ne Le nozze di Figaro di Mozart, interpretato appunto da una voce femminile.
Il mezzosoprano Maria Malibran, che interpretò una versione di questa opera di Vaccaj, chiese all'autore di aggiungere un terzo atto a Romeo e Giulietta, questa nuova versione debuttò al Teatro alla Scala nell'autunno del 1835.
La stessa Malibran fece sostituire il finale dell'opera belliniana I Capuleti e i Montecchi con il finale del Giulietta e Romeo di Vaccaj a lei più congeniale.

## Personaggi della prima rappresentazione
| Ruolo         | Tipologia               | Primi ruoli                            |
| ------------- | ----------------------- | -------------------------------------- |
| Giulietta     | soprano                 | Giuseppina Demerì (Joséphine de Méric) |
| Romeo         | contralto (en travesti) | Adele Cesàri (Anna Corradini)          |
| Capellio      | tenore                  | Giovanni Battista Verger               |
| Adele         | soprano                 | Francesca Fontemaggi                   |
| Tebaldo       | basso                   | Raffaele Benetti                       |
| Frate Lorenzo | basso                   | Luigi Biondini                         |

## Struttura musicale
- Sinfonia

### Atto I
- N. 1 - Introduzione Aggiorna appena... ed eccoci (Coro)
- N. 2 - Scena e quartetto Mesta ed ognor languente (Lorenzo, Capellio, Tebaldo, Adele, Coro)
- N. 3 - Scena e coro Con essi pace? E quale? (Coro, Tebaldo, Capellio)
- N. 4 - Scena e cavatina di Romeo Se Romeo ti uccise un figlio (Romeo, Capellio, Tebaldo, Lorenzo, Coro)
- N. 5 - Coro Stanca da lunga (Adele, Coro)
- N. 6 - Scena e duetto fra Giulietta e Romeo Sei pur tu che ancor rivedo?
- N. 7 - Scena e terzetto fra Capellio, Giulietta e Tebaldo Parla: i timori acquieta
- N. 8 - Coro Lieta notte, avventurosa
- N. 9 - Finale I Vieni e reprimi i palpiti (Coro, Romeo, Lorenzo, Giulietta, Tebaldo, Capellio, Adele)

### Atto II
- N. 10 - Introduzione seconda La mischia orribile (Coro, Adele)
- N. 11 - Scena e duetto fra Giulietta e Lorenzo Là riposa il mio germano
- N. 12 - Scena e duettino fra Giulietta ed Adele Perdona le pene
- N. 13 - Coro, scena ed aria di Capellio Nella tua vittima - Rio destino! e al mio nemico (Capellio, Lorenzo, Coro)
- N. 14 - Coro Addio per sempre, o vergine
- N. 15 - Scena e romanza di Romeo Ah! se tu dormi, svegliati
- N. 16 - Scena e duetto fra Romeo e Giulietta Ah! crudel! che mai facesti!
- N. 17 - Scena ed aria finale di Giulietta Tu t'arretri!... Il ferro neghi!... (Giulietta, Capellio, Coro, Lorenzo)